# Soldier of Love (Lay Down Your Arms)
"Soldier of Love (Lay Down Your Arms)", ook bekend als "Soldiers of Love", is een nummer van de Amerikaanse zanger Arthur Alexander. In 1962 werd het nummer uitgebracht op de B-kant van de single "Where Have You Been (All My Life)".

## Achtergrond
"Soldier of Love (Lay Down Your Arms)" is geschreven door Buzz Cason en Tony Moon en geproduceerd door Noel Ball. Het nummer kwam uit op de B-kant van "Where Have You Been (All My Life)", dat in de Amerikaanse Billboard Hot 100 tot plaats 58 kwam.
"Soldier of Love (Lay Down Your Arms)" was bijna vergeten totdat deze aan het eind van de jaren '70 opdook op een bootleg van The Beatles. Zij speelden in 1962 al nummers van Alexander tijdens hun optredens; "Where Have You Been (All My Life)" werd in december van dat jaar onofficieel opgenomen in de Star-Club en verscheen in 1977 op het livealbum Live! at the Star-Club in Hamburg, Germany; 1962. Op 2 juli 1963 nam de band een cover van "Soldier of Love" op voor het BBC-radioprogramma Pop Go The Beatles, dat twee weken later op 16 juli werd uitgezonden. In 1994 verscheen deze opname op het album Live at the BBC.
Andere artiesten die "Soldier of Love (Lay Down Your Arms)" opnamen, zijn onder meer Marshall Crenshaw, The Derailers, The Kaisers, Little Steven met zijn band The Disciples of Soul, Grady Lloyd en Pearl Jam (voor de B-kant van "Last Kiss").